# 柏林版式

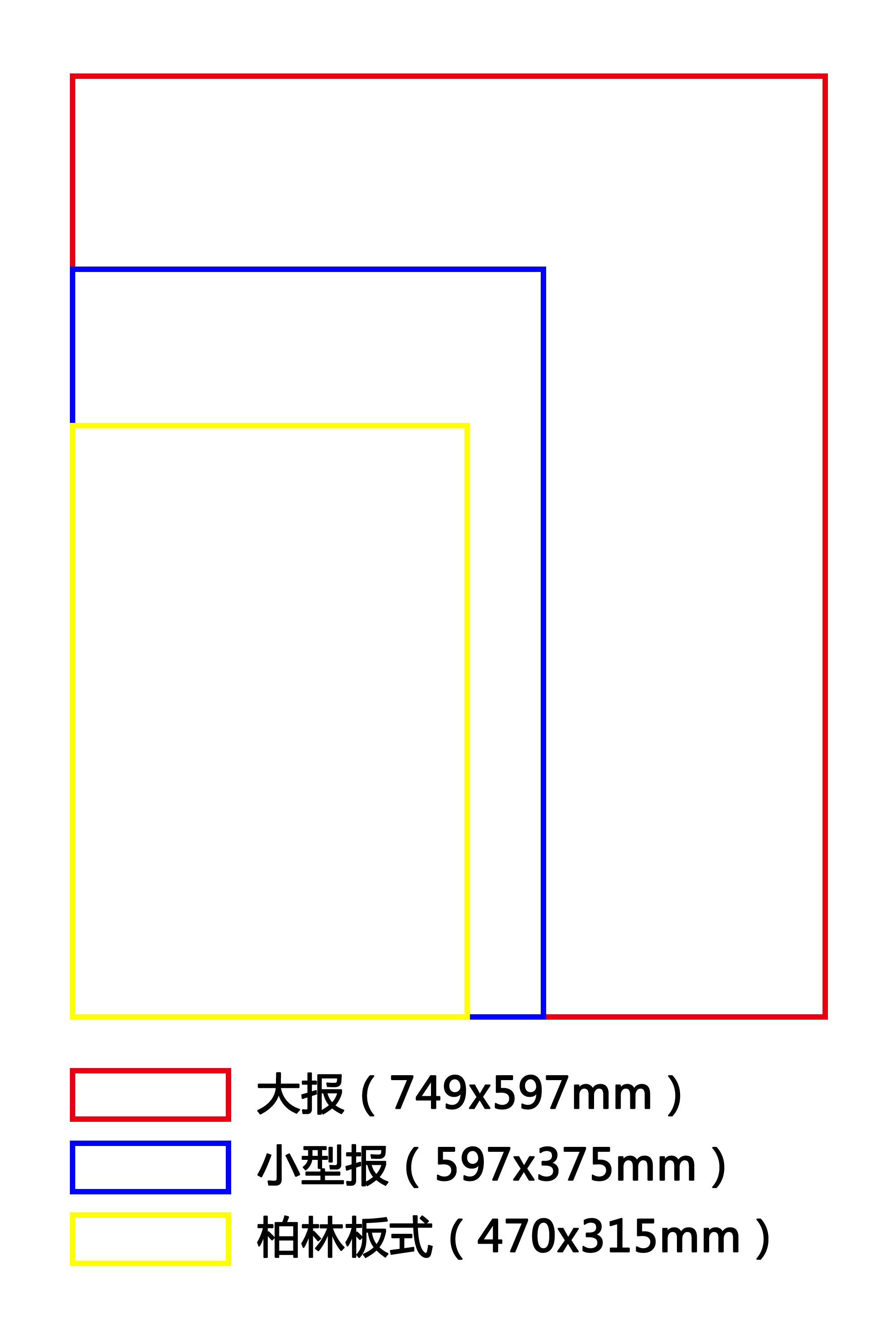
大报、小型报和柏林版式的比较

柏林版式（Berliner）是欧洲大陆流行的三种主要报纸版式之一，主要由报纸尺寸作为区分，由尺寸的不同进而在决定内容的编排。采用这种版式的报纸通常的尺寸为470x315毫米（18x12.4英寸）。柏林版式比起大报更短更窄，但比小报更大。在第一次世界大战之前，这种尺寸的报纸就已经由专门设计的报纸滚筒轮转印刷机印刷。

## 外部連結
- How we got the measure of a Berliner （页面存档备份，存于） (discussing the Guardian's switch to the format)